# Paraclius longus
Paraclius longus är en tvåvingeart som beskrevs av Zhang, Yang och Patrick Grootaert 2007. Paraclius longus ingår i släktet Paraclius och familjen styltflugor. Inga underarter finns listade i Catalogue of Life.